# Tadeo Bravo de Rivero (obraz Goi)
Tadeo Bravo de Rivero (hiszp. Tadeo Bravo de Rivero) – obraz olejny hiszpańskiego malarza Francisca Goi (1746–1828). Portret przedstawiający peruwiańskiego prawnika Tadeo Bravo de Rivero jest eksponowany w Brooklyn Museum w Nowym Jorku.

## Okoliczności powstania
Tadeo Bravo de Rivero (1754–1820) był kreolskim szlachcicem urodzonym w Peru, z wykształcenia prawnikiem. Przeniósł się do Madrytu, gdzie poznał Goyę poprzez powinowatych żony malarza, Josefy Bayeu. Zaprzyjaźnił się z Goyą i ludźmi oświecenia z kręgu znajomych malarza. Jego portret powstał w 1806, przed wybuchem wojny z Francją w 1808. Goya był wtedy wziętym portrecistą i otrzymywał liczne zamówienia. W 1809 w czasie francuskiej okupacji i panowania Józefa Bonapartego Bravo de Rivero został radnym Madrytu. W tym samym roku zlecił Goi namalowanie płótna Alegoria Madrytu. Po powrocie Ferdynanda VII na tron został oskarżony o sprzyjanie Francuzom i stracił pozycję i majątek, który później częściowo odzyskał w 1816.

## Opis obrazu
Goya przedstawił Tadeo Bravo de Rivero w całej postaci ubranego w elegancki mundur oficera kawalerii. Na jego strój składają się: szkarłatny kaftan ze srebrnymi wykończeniami na kołnierzu, klapach i rękawach, szare spodnie i buty do jazdy konnej z ostrogami. Na piersi widoczny jest order Zakonu Santiago. W lewej ręce trzyma trikorn, a w prawej bat. U jego stóp siedzi pies patrzący na właściciela, który może symbolizować lojalność wobec króla. Prawnik został przedstawiony na świeżym powietrzu, w stylu angielskiego portretu. Sceneria może przypominać obrazy Velázqueza, malarza podziwianego przez Goyę.
Wyróżnia się twarz modela, który patrzy na widza z poważną miną. Malując krajobraz i psa, Goya zastosował szybkie i lekkie pociągnięcia pędzlem, w przeciwieństwie do samej postaci Bravo de Rivero, gdzie pociągnięcia są bardziej zwarte i zdefiniowane, zwłaszcza w wykończeniu stroju.

## Proweniencja
Obraz znajdował się w nieokreślonej kolekcji hiszpańskiej, później trafił do prywatnej kolekcji w Berlinie. Został sprzedany w paryskim domu aukcyjnym Hôtel Drouot. Następnie był w kolekcji Spiridon i kolekcji F. Kleinberger w Paryżu. Do zbiorów Brooklyn Museum został dołączony jako część spuścizny filantropa Michaela Friedsama.